# The Booth at the End
The Booth At The End é uma websérie que consiste em 5 episódios curtos dirigidos por Jessica Landaw, escrito por Christopher Kubasik e estrelado por Xander Berkeley e Kate Maberly com um episódio lançado diariamente. A série faz ao espectador uma pergunta: Quão longe você iria para conseguir o que quer?

## Resumo
A série mostra a conversa entre o misterioso homem que senta em um banco de um restaurante e qualquer um que venha para vê-lo. Uma quantidade de pessoas aparentemente desconhecidas vem para O Homem (interpretado por Xander Berkeley) e pedem qualquer coisa. Ele então dá a eles uma tarefa, aparentemente aleatória. Uma vez que eles executam a tarefa, eles ganham o que pediram. Ele admite que não é ele que entrega o que eles querem - isso simplesmente acontece.

## Marketing
A série tem sido distribuída no Brasil por meio do canal por assinatura FX, contando até com um jogo no próprio site, em que você digita o que quer, informa sua idade, e ele pede que mate uma pessoa. Você escolherá se ela deve viver ou não. E ele logo analisará porque você quis matar a pessoa de acordo com a sua idade e mostra a estatísticas de outros jogadores.